# Каркасная церковь

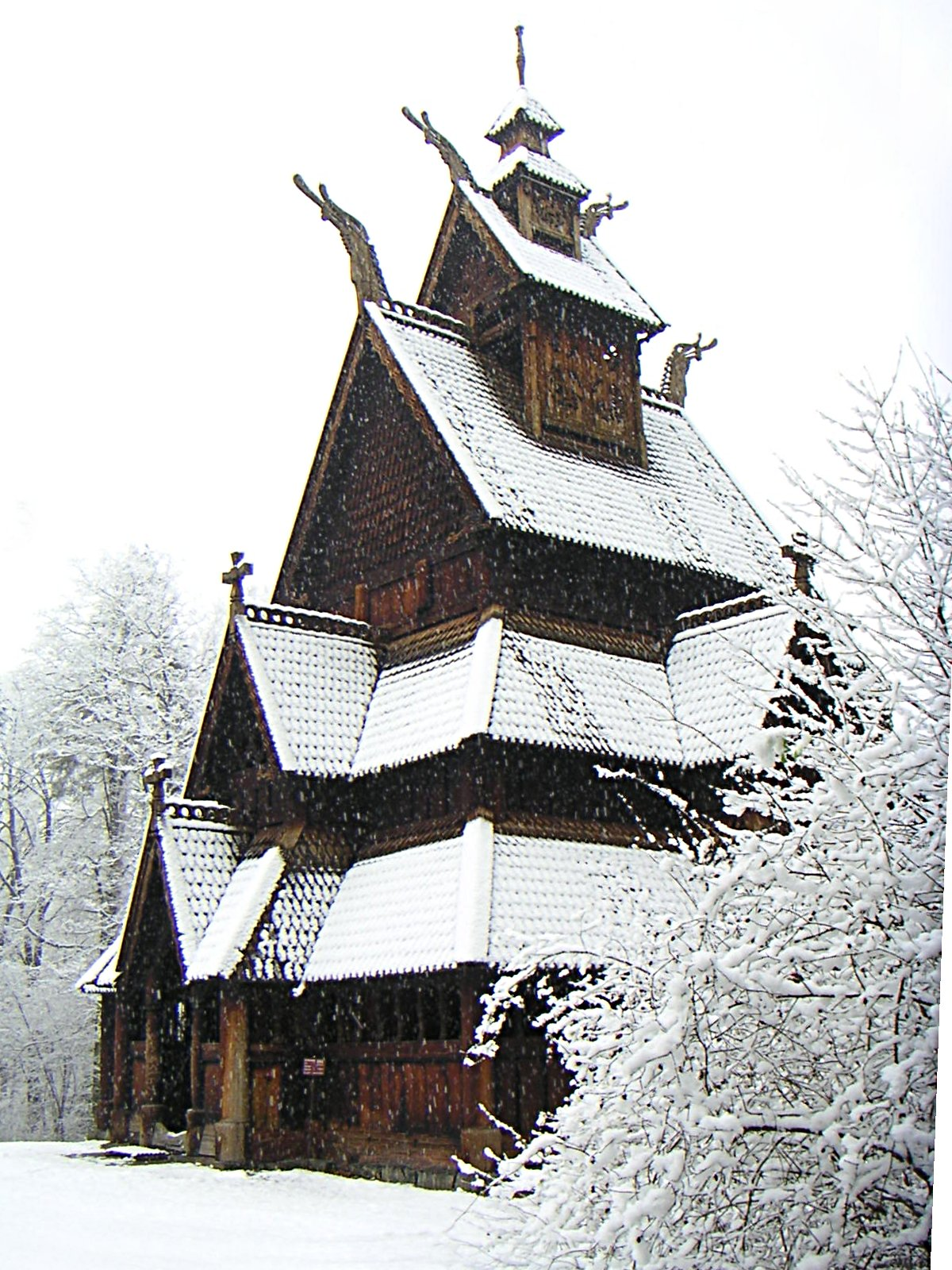
Ставкирка из Гуля, сейчас находится в Норвежском музее истории культуры, Осло

Ставкирка (нюнорск: stavkyrkje), каркасная церковь, мачтовая церковь — наиболее распространённый в Скандинавии тип деревянных средневековых храмов.

## История

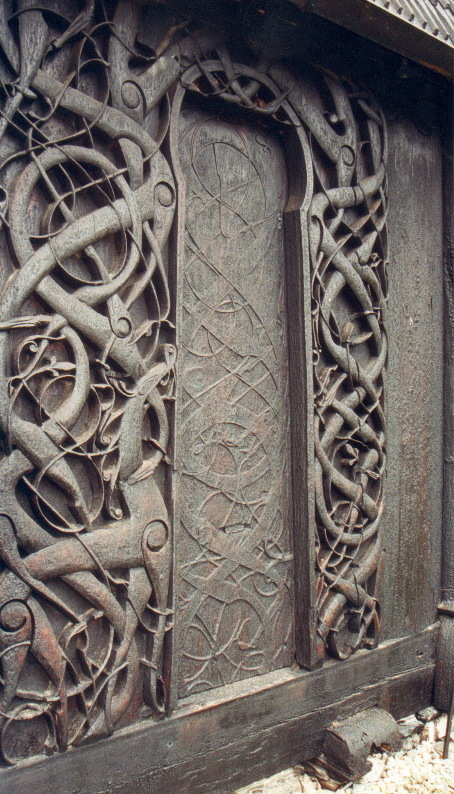
Древний резной портал ставкирки в Урнесе.

В IX веке в Западную Норвегию с Британских островов и в Восточную из Германии проникает христианство. Наиболее вероятно, что новую форму деревянной архитектуры, пришедшую вместе с новой религией, решают поддержать именно правители и знать, вдохновлённые этим учением . Христианские миссионеры приносят с собой опыт и умения европейских зодчих. Если раньше скандинавские плотники строили только драккары, то с этих пор они начали строить мачтовые церкви.
Однако окончательно не установлено, в соответствии с каким заимствованным образцом велось строительство ставкирок .Учитывая то, что в Дании первые каркасные церкви появились гораздо раньше, норвежцы могли перенять опыт у своих скандинавских соседей задолго до прихода католических миссионеров .
C XI по XVI века в Норвегии было построено около 1700 мачтовых церквей, включая предшествующие им более древние здания, на месте которых они были возведены . Эпидемия чумы, охватившая Скандинавию в 1349 году, остановила этот строительный бум. К XV веку население Норвегии сократилось вполовину, и уже не требовалось строить всё большее количество церквей. Наука была недостаточно развита, чтобы реставрировать ветхие ставкирки, к тому же, они безжалостно уничтожались населением. Большинство было снесено в XVII веке, и в 1800 году насчитывалось лишь 95 церквей, через полстолетия их осталось 63, а до нашего времени дошло 28.

## Строение

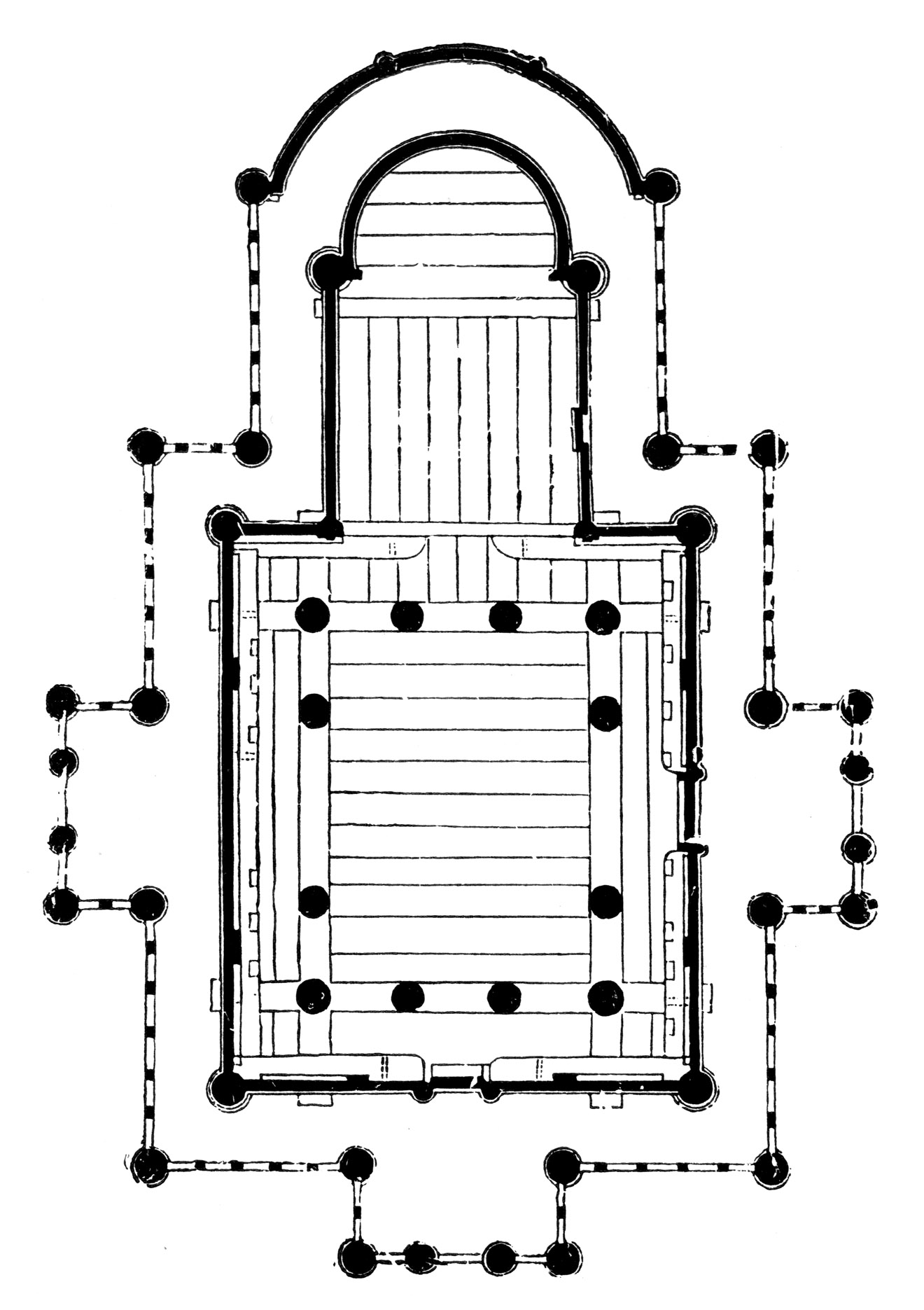
План ставкирки в Боргунне.

Лишь некоторые ставкирки систематически изучены. Сложно определить, кто проектировал, строил и реставрировал норвежские каркасные церкви, а также, когда они были возведены.
В число тех приёмов, которыми располагают современные археологи, входят дендрохронология, исследование немногих сохранившихся надписей на стенах ставкирок, датировка по углероду-14 и химический анализ. Первые три способа позволяют установить приблизительный возраст здания и возможное авторство; с помощью последнего метода можно получить информацию о людях и быте того времени. К примеру, результаты анализа смолы, которой некогда пропитывали стены ставкирок, и отрывки из текстов средневековых законов показали, что крестьяне были обязаны покрывать ею церкви каждые три года. Нарушение каралось штрафом. Иногда на дверях ставкирок дёгтем рисовали кресты, вероятно, желая защититься от злых сил, что доказывает исключительную роль церкви в жизни средневекового норвежца.
Изучение архитектурной составляющей ставкирок является всё же более лёгкой задачей, несмотря на то что некоторые церкви состоят из более чем 2000 деталей. Ставкирка опирается на четыре лежня — горизонтальных деревянных бруса, лежащих на каменном основании. В углах они соединены внахлёст, образуя прямоугольник с восемью выступающими концами. Вокруг прямоугольника устанавливают вертикальные столбы, соединяя их друг с другом брусьями, часто дополняя их крестовинами. В раннее средневековье эти стойки (нюнорск «stav» — «стойка») зарывали прямо в землю, отчего они быстро сгнивали. Дополнительные столбы устанавливают в местах пересечения лежней, и пространство между ними обшивают. Крыша лежит на стенах. У некоторых ставкирок характерной чертой является высокая мачта посредине для поддержки остроконечной крыши и подкоса стен (отсюда название «мачтовые церкви»). Деревянные врата обычно украшены орнаментом в виде замысловатой резьбы, причём характерно, что основным мотивом орнамента является ленточное плетение — излюбленный мотив в скандинавском искусстве ещё докатолических времён.

### Классификация

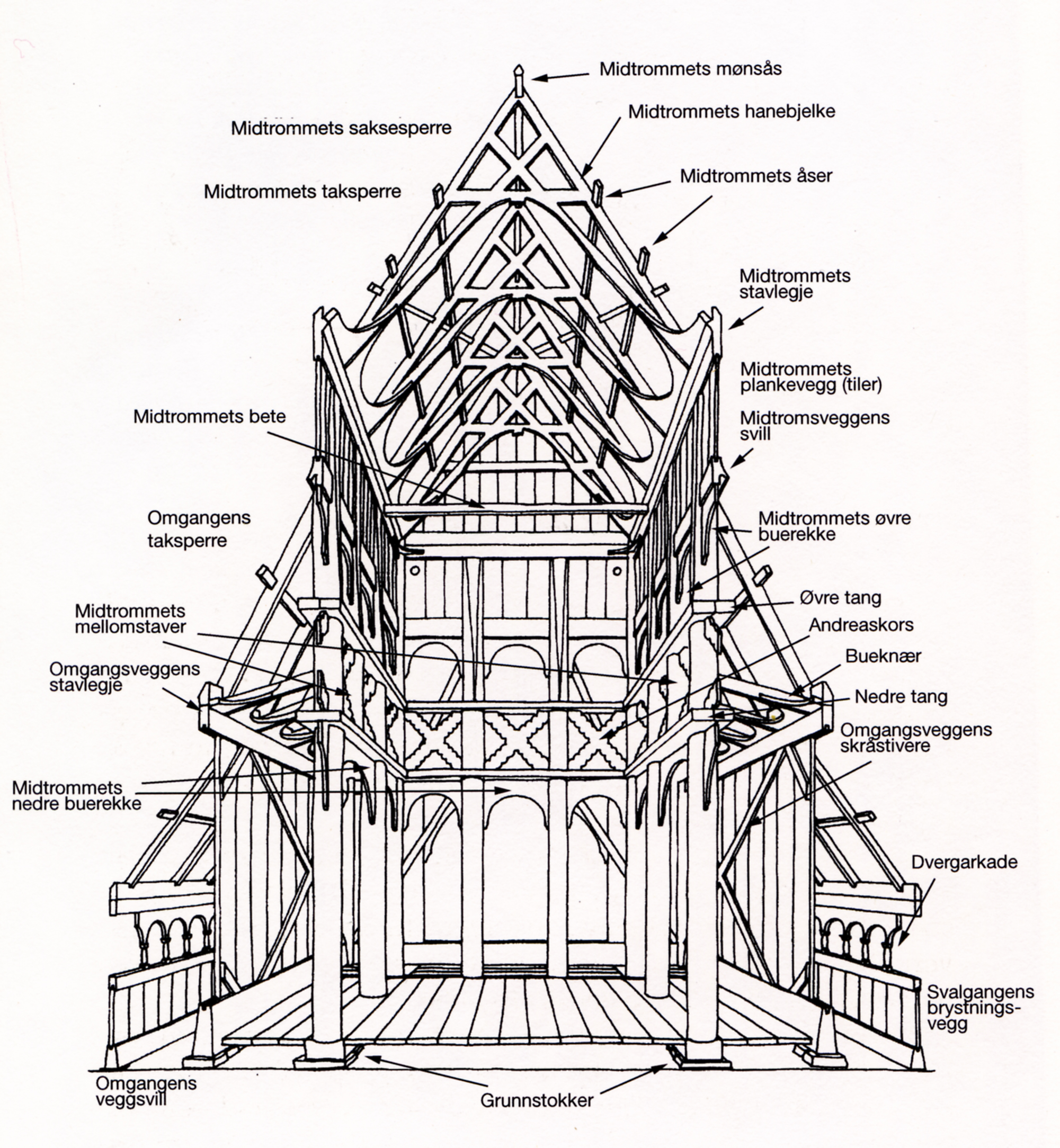
Схема церкви с повышенным центральным залом

Существует несколько систем классификации ставкирок. В рамках наиболее обобщённой системы ставкирки делятся на четыре типа:
- Простые церкви: ставкирки с четырьмя угловыми опорами и двускатной крышей. Пример: Ставкирка из Хальтдалена
- Церкви базиликального типа: ярусные ставкирки, которые помимо покоящейся на четырёх опорах двускатной крыши также имеют обход-галерею, что придаёт им некоторое сходство с базиликой. Пример: Ставкирка в Урнесе
- Церкви с центральной опорой: ставкирки, которые помимо угловых опор также имеют дополнительную центральную опору. Примеры: Ставкирка в Норе и Ставкирка в Увдале
- Церкви области Мёре: ставрикрки этого региона отличаются сильной протяжённостью по оси запад-восток. Для этого в продольных стенах этих церквей устанавливаются дополнительные опоры. Пример: Ставкирка в Квернесе

В то же время с архитектурно-конструктивной точки зрения можно выделить лишь два основных типа ставкирок:
- Простые церкви с прямоугольным основанием и двускатной крышей. К этому типу относятся простые церкви и церкви с центральной опорой из предыдущей классификации
- Церкви с повышенным центральным залом (норв. Stavkirker med hevet midtrom): ярусные церкви, соответствуют базиликальным церквям предыдущей классификации

Особняком стоят церкви области Мёре, которые отличаются и от простых церквей, и от церквей с повышенным центральным залом техникой строительства.

## Реставрация и защита

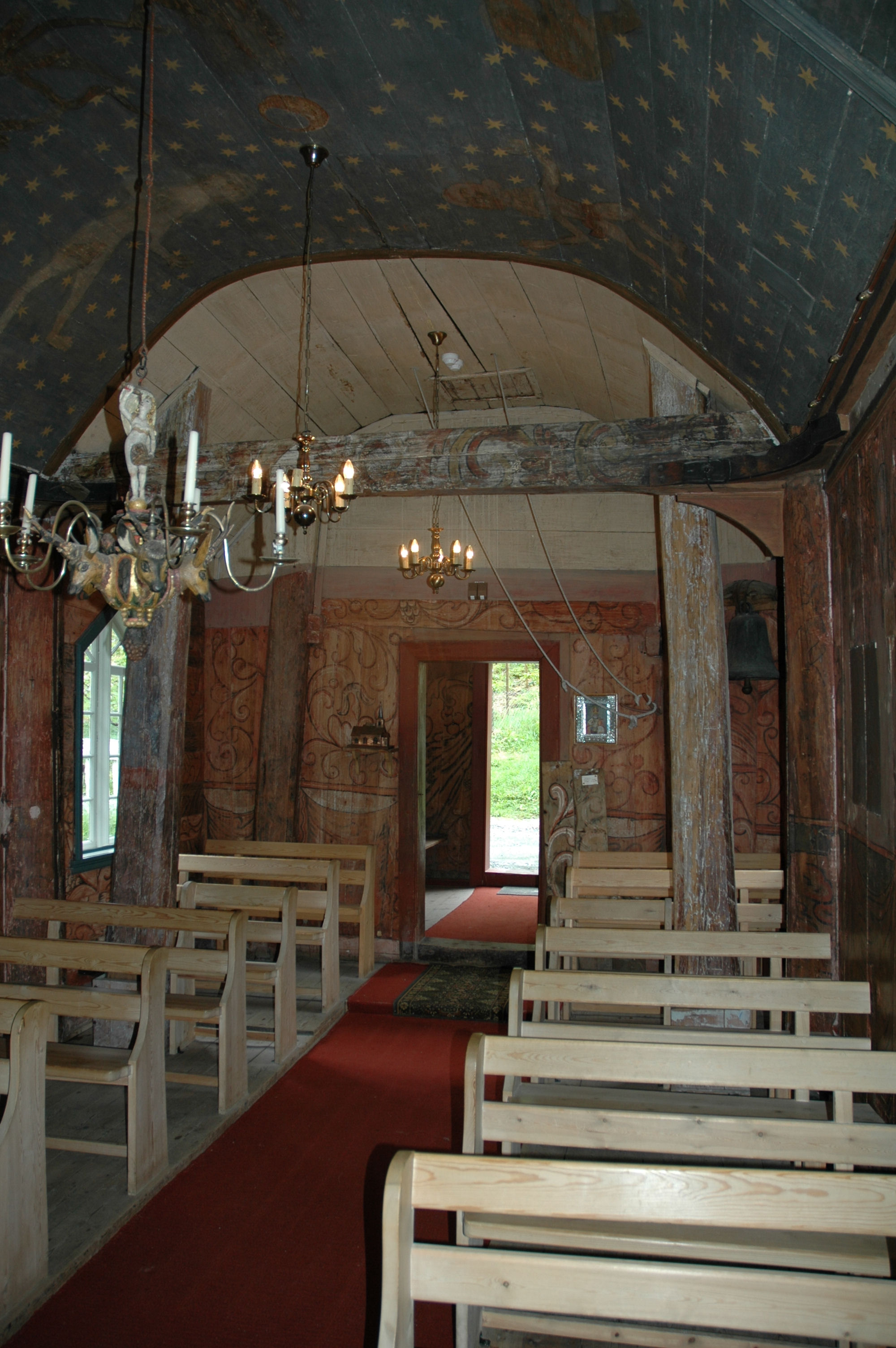
Интерьер ставкирки в Ундредале.

Несмотря на свою уникальность, ставкирки долгое время находились под угрозой полного уничтожения. Лишь в XIX веке, в связи с поднимающейся волной национализма в Европе, норвежское общество заинтересовалось историей национального искусства и архитектуры. Этому немало посодействовал художник Йохан Кристиан Даль. Он получил образование в Германии, где и увлёкся средневековым искусством. В 1844 благодаря его инициативе возникло Общество охраны старинных памятников Норвегии (Foreningen til norske fortidsminnesmerkers forening, FNFB). Целями энтузиастов было нахождение, изучение и восстановление норвежских памятников культуры. За всё время своего существования организация приобрела 9 ставкирок, помимо других достопримечательностей. Первой была отреставрирована церковь в Геддале.
В 1912 году под руководством норвежского Министерства окружающей среды было создано Управление культурным наследием Норвегии (Riksantikvaren). Оно работает до сих пор и отвечает за сохранение архитектурных и археологических памятников. 2001 год ознаменовался появлением нового проекта Riksantikvaren — программы по восстановлению всех ставкирок в стране уже к 2015 году.
Согласно 4 параграфу 2 главы закона о культурном наследии от 09.06.1978 все здания (в том числе и церкви), построенные до 1537 года, попадают под защиту государства.
В 1979 церковь в Урнесе включена в список объектов Всемирного наследия ЮНЕСКО. Норвежская ассоциация исследования культурного наследия (Norsk institutt for
kulturminneforskning — NIKU) занимается экспертизой памятников культуры, в том числе и ставкирок, тем самым делая научную информацию о них доступнее для широких масс. В 2000 году Международный совет по вопросам памятников и достопримечательных мест (ICOMOS) объявил, что ставкирки находятся под серьёзной угрозой и требуют немедленного восстановления.

## Ставкирки и современное общество

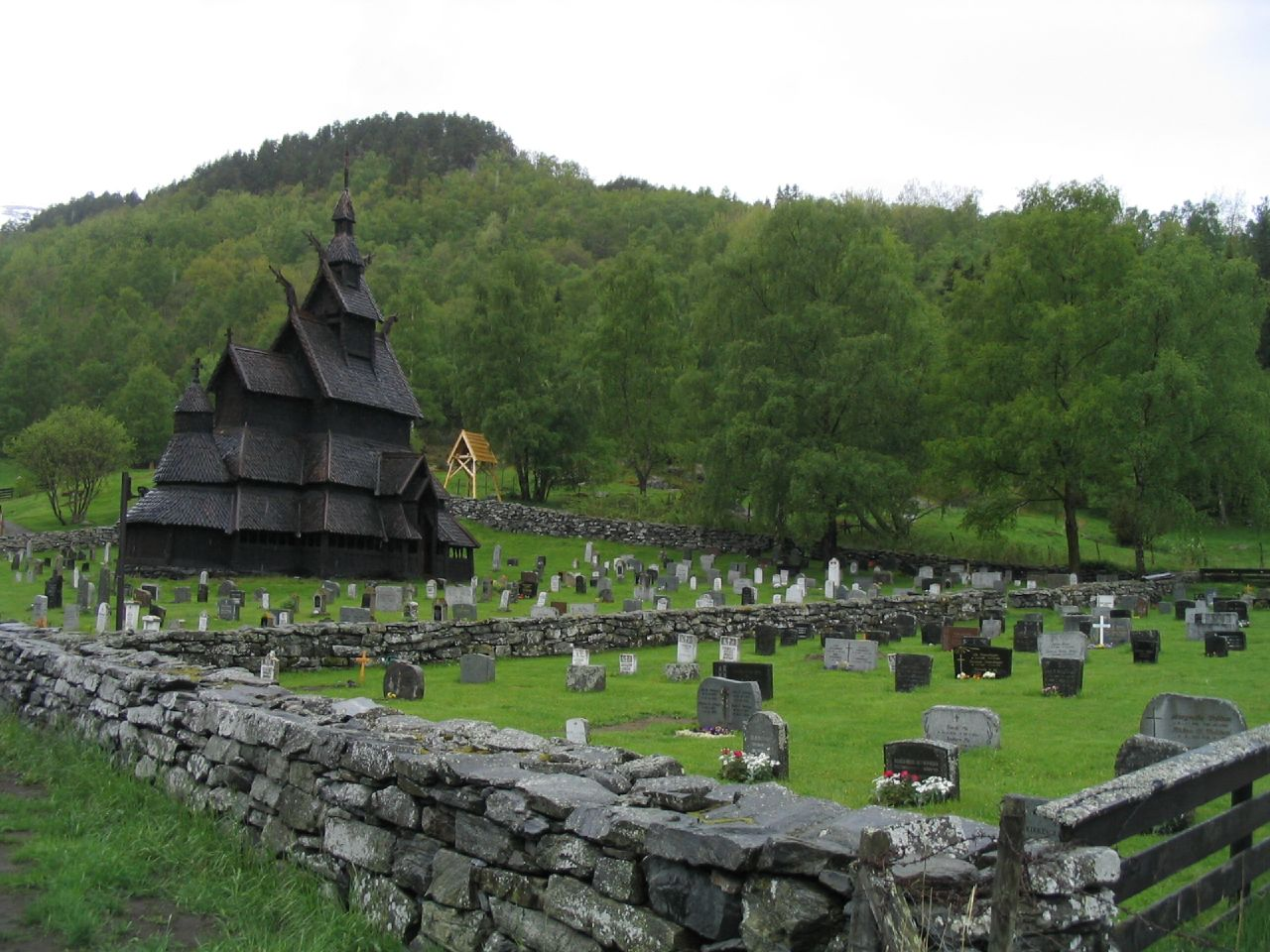
Современный вид ставкирки в Боргунне (конец XII века).

В конце XX — начале XXI века общество переживает вспышку интереса ко всему скандинавскому, и, в частности, к средневековому деревянному зодчеству Севера. Норвежские ставкирки вызвали ряд подражаний по всему миру. В некоторых из них, как в частном музее Mannaminne на севере Швеции, знаменитая каркасная конструкция используется только для привлечения туристов. Иные реплики функционируют как полноценные протестантские приходы. Таковы, например, мачтовая церковь Густава Адольфа в Германии, или молельня в Северной Дакоте, США .
В самой же Норвегии отношение народа к ставкиркам и тиражированию их образа двояко. С одной стороны, правительством проводится активная протекционистская политика по отношению к культурному наследию, распространяется лозунг «Когда норвежцы говорят о Норвегии, они говорят о природе, горах, фьордах и ставкирках», большинство населения почитает их за святыни. С другой стороны, воинственно настроенные представители молодёжных субкультур методично разрушают эти старинные памятники архитектуры. Мотивы вандализма, как правило, одни и те же — протест против диктуемой сверху религиозной доктрины, заявления о том, что настоящая религия Скандинавии — язычество, а не христианство, и проведение ритуалов адептами культа дьявола. Единственное, что норвежское правительство в силах сделать, чтобы предупредить поджоги — установка дорогих систем слежения и пожаротушения. Наиболее известны в мире случаи поджогов норвежских деревянных церквей Варгом Викернесом и Евронимусом.

## Список сохранившихся каркасных церквей
Норвегия
- Ставкирка в Боргунне, фюльке Согн-ог-Фьюране — конец XII века
- Ставкирка Гарму[англ.], Оппланн — около 1150
- Ставкирка из Гуля, Норвежский народный музей, Осло, Бускеруд, построена 1212
- Ставкирка на Грипе, Мёре-ог-Ромсдал, вторая половина XV века
- Ставкирка в Каупангере[англ.], Согн-ог-Фьюране — 1190
- Ставкирка в Квернесе[англ.], Мёре-ог-Ромсдал — вторая половина XIV века
- Ставкирка в Ломе[англ.], Оппланн — 1158
- Ставкирка в Ломене[англ.], Оппланн — 1179
- Ставкирка в Норе[англ.], Норе-ог-Увдаль, Бускерд — 1167
- Ставкирка в Ойе[англ.], Оппланн — вторая половина XII века
- Ставкирка в Рейнли[англ.], Оппланн — 1190
- Ставкирка в Рёдвене[англ.], Мёре-ог-Ромсдал — около 1200
- Ставкирка в Рёльдале[англ.], Хордаланн — первая половина XIII века (возможно, не каркасная церковь)
- Ставкирка в Рингебу, Оппланн — первая четверть XIII века
- Ставкирка в Роллаге[англ.], Роллаг, Бускеруд — вторая половина XII века
- Ставкирка в Торпо[англ.], Ол, Бускеруд — 1192
- Ставкирка в Увдале, Бускеруд, построена в 1168
- Ставкирка в Ундредале[англ.] Согн-ог-Фьюране — середина XII века
- Ставкирка в Урнесе, Согн-ог-Фьюране, — первая половина XII века, Всемирное наследие
- Ставкирка во Флесберге[англ.], Бускеруд, около 1200
- Ставкирка Фованг[англ.],  в Рингебу, Оппланн, перестроена в 1630
- Ставкирка из Хальтдалена[англ.], Сёр-Трёнделаг, сейчас в музее в Тронхейме — 1170—1179
- Ставкирка в Хегге[англ.], Оппланн — 1216
- Ставкирка в Хедале, Оппланн — вторая половина XII века
- Ставкирка в Хеддале, Телемарк — начало XIII века
- Ставкирка Хопперстад[англ.], Согн-ог-Фьюране — 1140
- Ставкирка в Хёйорде[англ.], Андебу, Вестфолд — вторая половина XII века
- Ставкирка Хёре[англ.], Оппланн — 1180
- Ставкирка в Эйдсборге[англ.], Телемарк — середина XIII века

Польша
- Ставкирка из Ванга[англ.], перемещена в Польшу — около 1200, часто рассматривается как реконструкция

Швеция
- Ставкирка в Хедареде — около 1500